# Мангапапа (река)
Мангапапа (англ. Mangapapa) — река в регионе Бей-оф-Пленти северного острова Новой Зеландии. Она течёт по северным склонам холмов Мамаку и по южному концу хребта Каймай и впадает в реку Опуйаки, которая является притоком Уаироа.
Река включена в Каймайскую гидроэнергетическую схему, вследствие чего её долин была изменена хозяйственной деятельностью. Электростанция Ллойда Мандено мощностью 15,6 МВт находится на левом берегу реки и сбрасывает в неё воду, отводимую от других близлежащих потоков. На расстоянии около 4 километров ниже находится бетонная арка с электростанцией Лоуэр-Мангапапа мощностью 6,25 МВт.